# Liste der Gemeinden im Landkreis Bamberg

Karte des Landkreises Bamberg

Die Liste der Gemeinden im Landkreis Bamberg gibt einen Überblick über die Verwaltungseinheiten des Landkreises. Es gibt 36 politische Gemeinden, von denen 23 eine eigene Verwaltung haben, und 5 Verwaltungsgemeinschaften.

## Legende
- Verwaltungseinheit: Name der Gemeinde und Angabe der Gemeindeart: Gemeinde (–), Markt (M), Stadt (St), Große Kreisstadt (GKSt) oder Name der Verwaltungsgemeinschaft. Einheitsgemeinden wie auch Verwaltungsgemeinschaften sind fett gedruckt
- Wappen: Wappen der Gemeinde
- GT: Gemeindeteile der Gemeinde. Der Wiki-Link ist mit der Gemeindegliederung der jeweiligen Gemeinde verknüpft.
- VG: Zeigt ggf. an, ob eine Gemeinde zu einer Verwaltungsgemeinschaft gehört
- Karte: Zeigt die Lage der Gemeinde im Landkreis
- Fläche: Fläche der Stadt beziehungsweise Gemeinde, angegeben in Quadratkilometer
- Einwohner: Zahl der Menschen die in der Gemeinde beziehungsweise Stadt leben (Stand: 31. Dezember 2024[1])
- EW-Dichte: Angegeben ist die Einwohnerdichte, gerechnet auf die Fläche der Verwaltungseinheit, angegeben in Einwohner pro km2 (Stand: 31. Dezember 2024[2])
- Statistik: Link zur kommunalen Statistik des Bayerischen Landesamts für Statistik
- Website: Website der der Gemeinde bzw. der Verwaltungsgemeinschaft

## Gemeinden
| Verwaltungseinheit              | Wappen                                           | GT | VG         | Karte                                                               | Fläche in km²  | Einwohner     | Einwohner je km² | Statistik | Website |
| ------------------------------- | ------------------------------------------------ | -- | ---------- | ------------------------------------------------------------------- | -------------- | ------------- | ---------------- | --------- | ------- |
| Landkreis Bamberg               | Wappen des Landkreises Bamberg                   |    |            | Der Landkreis Bamberg                                               | 1167,83        | 147777        | 127              | [ 3 ]     | [ 4 ]   |
| Baunach, VG                     |                                                  |    | Baunach    | Lage der Verwaltungsgemeinschaft Baunach im Landkreis Bamberg       | 65,38 (5.6 %)  | 8300 (5.6 %)  | 127              |           | [ 5 ]   |
| Burgebrach, VG                  |                                                  |    | Burgebrach | Lage der Verwaltungsgemeinschaft Burgebrach im Landkreis Bamberg    | 112,55 (9.6 %) | 9030 (6.1 %)  | 80               |           | [ 6 ]   |
| Ebrach, VG                      |                                                  |    | Ebrach     | Lage der Verwaltungsgemeinschaft Ebrach im Landkreis Bamberg        | 69,64 (6 %)    | 3131 (2.1 %)  | 45               |           | [ 7 ]   |
| Lisberg, VG                     |                                                  |    | Lisberg    | Lage der Verwaltungsgemeinschaft Lisberg im Landkreis Bamberg       | 16,70 (1.4 %)  | 3191 (2.2 %)  | 191              |           | [ 8 ]   |
| Steinfeld, VG                   |                                                  |    | Steinfeld  | Lage der Verwaltungsgemeinschaft Steinfeld im Landkreis Bamberg     | 106,19 (9.1 %) | 3142 (2.1 %)  | 30               |           | [ 9 ]   |
| Altendorf                       | Wappen der Gemeinde Altendorf                    | 2  |            | Lage der Gemeinde Altendorf im Landkreis Bamberg                    | 8,70 (0.7 %)   | 2160 (1.5 %)  | 248              | [ 10 ]    | [ 11 ]  |
| Baunach, St                     | Wappen der Gemeinde Baunach                      | 8  | Baunach    | Lage der Gemeinde Baunach im Landkreis Bamberg                      | 32,14 (2.8 %)  | 4109 (2.8 %)  | 128              | [ 12 ]    | [ 13 ]  |
| Bischberg                       | Wappen der Gemeinde Bischberg                    | 5  |            | Lage der Gemeinde Bischberg im Landkreis Bamberg                    | 17,55 (1.5 %)  | 6056 (4.1 %)  | 345              | [ 14 ]    | [ 15 ]  |
| Breitengüßbach                  | Wappen der Gemeinde Breitengüßbach               | 5  |            | Lage der Gemeinde Breitengüßbach im Landkreis Bamberg               | 87,86 (7.5 %)  | 4481 (3 %)    | 51               | [ 16 ]    | [ 17 ]  |
| Burgebrach, M                   | Wappen der Gemeinde Burgebrach                   | 27 | Burgebrach | Lage der Gemeinde Burgebrach im Landkreis Bamberg                   | 17,95 (1.5 %)  | 7149 (4.8 %)  | 398              | [ 18 ]    | [ 19 ]  |
| Burgwindheim, M                 | Wappen der Gemeinde Burgwindheim                 | 11 | Ebrach     | Lage der Gemeinde Burgwindheim im Landkreis Bamberg                 | 37,38 (3.2 %)  | 1288 (0.9 %)  | 34               | [ 20 ]    | [ 21 ]  |
| Buttenheim, M                   | Wappen der Gemeinde Buttenheim                   | 10 |            | Lage der Gemeinde Buttenheim im Landkreis Bamberg                   | 30,06 (2.6 %)  | 3719 (2.5 %)  | 124              | [ 22 ]    | [ 23 ]  |
| Ebrach, M                       | Wappen der Gemeinde Ebrach                       | 12 | Ebrach     | Lage der Gemeinde Ebrach im Landkreis Bamberg                       | 32,26 (2.8 %)  | 1843 (1.2 %)  | 57               | [ 24 ]    | [ 25 ]  |
| Frensdorf                       | Wappen der Gemeinde Frensdorf                    | 14 |            | Lage der Gemeinde Frensdorf im Landkreis Bamberg                    | 44,01 (3.8 %)  | 5175 (3.5 %)  | 118              | [ 26 ]    | [ 27 ]  |
| Gerach                          | Wappen der Gemeinde Gerach                       | 3  | Baunach    | Lage der Gemeinde Gerach im Landkreis Bamberg                       | 7,78 (0.7 %)   | 1041 (0.7 %)  | 134              | [ 28 ]    | [ 29 ]  |
| Gundelsheim                     | Wappen der Gemeinde Gundelsheim                  | 1  |            | Lage der Gemeinde Gundelsheim im Landkreis Bamberg                  | 3,77 (0.3 %)   | 3549 (2.4 %)  | 941              | [ 30 ]    | [ 31 ]  |
| Hallstadt, St                   | Wappen der Gemeinde Hallstadt                    | 2  |            | Lage der Gemeinde Hallstadt im Landkreis Bamberg                    | 14,61 (1.3 %)  | 8781 (5.9 %)  | 601              | [ 32 ]    | [ 33 ]  |
| Heiligenstadt in Oberfranken, M | Wappen der Gemeinde Heiligenstadt in Oberfranken | 25 |            | Lage der Gemeinde Heiligenstadt in Oberfranken im Landkreis Bamberg | 76,71 (6.6 %)  | 3616 (2.4 %)  | 47               | [ 34 ]    | [ 35 ]  |
| Hirschaid, M                    | Wappen der Gemeinde Hirschaid                    | 11 |            | Lage der Gemeinde Hirschaid im Landkreis Bamberg                    | 40,99 (3.5 %)  | 12429 (8.4 %) | 303              | [ 36 ]    | [ 37 ]  |
| Kemmern                         | Wappen der Gemeinde Kemmern                      | 1  |            | Lage der Gemeinde Kemmern im Landkreis Bamberg                      | 8,27 (0.7 %)   | 2489 (1.7 %)  | 301              | [ 38 ]    | [ 39 ]  |
| Königsfeld                      | Wappen der Gemeinde Königsfeld                   | 7  | Steinfeld  | Lage der Gemeinde Königsfeld im Landkreis Bamberg                   | 42,84 (3.7 %)  | 1263 (0.9 %)  | 29               | [ 40 ]    | [ 41 ]  |
| Lauter                          | Wappen der Gemeinde Lauter                       | 6  | Baunach    | Lage der Gemeinde Lauter im Landkreis Bamberg                       | 12,40 (1.1 %)  | 1188 (0.8 %)  | 96               | [ 42 ]    | [ 43 ]  |
| Lisberg                         | Wappen der Gemeinde Lisberg                      | 4  | Lisberg    | Lage der Gemeinde Lisberg im Landkreis Bamberg                      | 8,35 (0.7 %)   | 1722 (1.2 %)  | 206              | [ 44 ]    | [ 45 ]  |
| Litzendorf                      | Wappen der Gemeinde Litzendorf                   | 8  |            | Lage der Gemeinde Litzendorf im Landkreis Bamberg                   | 25,86 (2.2 %)  | 6274 (4.2 %)  | 243              | [ 46 ]    | [ 47 ]  |
| Memmelsdorf                     | Wappen der Gemeinde Memmelsdorf                  | 10 |            | Lage der Gemeinde Memmelsdorf im Landkreis Bamberg                  | 26,24 (2.2 %)  | 8858 (6 %)    | 338              | [ 48 ]    | [ 49 ]  |
| Oberhaid                        | Wappen der Gemeinde Oberhaid                     | 5  |            | Lage der Gemeinde Oberhaid im Landkreis Bamberg                     | 27,05 (2.3 %)  | 4542 (3.1 %)  | 168              | [ 50 ]    | [ 51 ]  |
| Pettstadt                       | Wappen der Gemeinde Pettstadt                    | 4  |            | Lage der Gemeinde Pettstadt im Landkreis Bamberg                    | 9,88 (0.8 %)   | 2238 (1.5 %)  | 227              | [ 52 ]    | [ 53 ]  |
| Pommersfelden                   | Wappen der Gemeinde Pommersfelden                | 11 |            | Lage der Gemeinde Pommersfelden im Landkreis Bamberg                | 35,70 (3.1 %)  | 3102 (2.1 %)  | 87               | [ 54 ]    | [ 55 ]  |
| Priesendorf                     | Wappen der Gemeinde Priesendorf                  | 2  | Lisberg    | Lage der Gemeinde Priesendorf im Landkreis Bamberg                  | 8,35 (0.7 %)   | 1469 (1 %)    | 176              | [ 56 ]    | [ 57 ]  |
| Rattelsdorf, M                  | Wappen der Gemeinde Rattelsdorf                  | 13 |            | Lage der Gemeinde Rattelsdorf im Landkreis Bamberg                  | 39,60 (3.4 %)  | 4554 (3.1 %)  | 115              | [ 58 ]    | [ 59 ]  |
| Reckendorf                      | Wappen der Gemeinde Reckendorf                   | 5  | Baunach    | Lage der Gemeinde Reckendorf im Landkreis Bamberg                   | 13,06 (1.1 %)  | 1962 (1.3 %)  | 150              | [ 60 ]    | [ 61 ]  |
| Scheßlitz, St                   | Wappen der Gemeinde Scheßlitz                    | 30 |            | Lage der Gemeinde Scheßlitz im Landkreis Bamberg                    | 94,88 (8.1 %)  | 7129 (4.8 %)  | 75               | [ 62 ]    | [ 63 ]  |
| Schlüsselfeld, St               | Wappen der Gemeinde Schlüsselfeld                | 22 |            | Lage der Gemeinde Schlüsselfeld im Landkreis Bamberg                | 70,25 (6 %)    | 5932 (4 %)    | 84               | [ 64 ]    | [ 65 ]  |
| Schönbrunn im Steigerwald       | Wappen der Gemeinde Schönbrunn im Steigerwald    | 9  | Burgebrach | Lage der Gemeinde Schönbrunn im Steigerwald im Landkreis Bamberg    | 17,95 (1.5 %)  | 1881 (1.3 %)  | 105              | [ 66 ]    | [ 67 ]  |
| Stadelhofen                     | Wappen der Gemeinde Stadelhofen                  | 10 | Steinfeld  | Lage der Gemeinde Stadelhofen im Landkreis Bamberg                  | 41,11 (3.5 %)  | 1247 (0.8 %)  | 30               | [ 68 ]    | [ 69 ]  |
| Stegaurach                      | Wappen der Gemeinde Stegaurach                   | 12 |            | Lage der Gemeinde Stegaurach im Landkreis Bamberg                   | 23,91 (2 %)    | 6885 (4.7 %)  | 288              | [ 70 ]    | [ 71 ]  |
| Strullendorf                    | Wappen der Gemeinde Strullendorf                 | 8  |            | Lage der Gemeinde Strullendorf im Landkreis Bamberg                 | 31,70 (2.7 %)  | 7828 (5.3 %)  | 247              | [ 72 ]    | [ 73 ]  |
| Viereth-Trunstadt               | Wappen der Gemeinde Viereth-Trunstadt            | 4  |            | Lage der Gemeinde Viereth-Trunstadt im Landkreis Bamberg            | 15,83 (1.4 %)  | 3625 (2.5 %)  | 229              | [ 74 ]    | [ 75 ]  |
| Walsdorf                        | Wappen der Gemeinde Walsdorf                     | 5  |            | Lage der Gemeinde Walsdorf im Landkreis Bamberg                     | 16,23 (1.4 %)  | 2639 (1.8 %)  | 163              | [ 76 ]    | [ 77 ]  |
| Wattendorf                      | Wappen der Gemeinde Wattendorf                   | 5  | Steinfeld  | Lage der Gemeinde Wattendorf im Landkreis Bamberg                   | 22,24 (1.9 %)  | 632 (0.4 %)   | 28               | [ 78 ]    | [ 79 ]  |
| Zapfendorf, M                   | Wappen der Gemeinde Zapfendorf                   | 10 |            | Lage der Gemeinde Zapfendorf im Landkreis Bamberg                   | 30,54 (2.6 %)  | 4922 (3.3 %)  | 161              | [ 80 ]    | [ 81 ]  |